# 豊竹団司
豊竹 団司（とよたけ だんし、豐竹 團司、明治24年（1891年）8月1日 - 平成元年（1989年）11月3日）は、女義太夫。本名=横田ヨシエ。
広島市生まれ。4歳の時、養女に出され神戸市で育つ。1898年、7歳で初舞台、1907年、16歳で真打に昇進。1910年、19歳で上京するが1年で帰阪。一枚看板となり一座を結成、全国巡業を行い"女義太夫の明星"と称され名を高めた。以後女義太夫の第一人者として活躍。1968年、勲五等瑞宝章受章、1971年、文楽太夫で重要無形文化財保持者に認定（総合認定）。1983年、92歳の時、世界最長芸歴の芸能人としてギネスブックに掲載された。1989年、98歳で死去。墓所は神戸市北区の鵯越墓園にある。

## 文献
- 桜井利枝『世界最長芸歴エンターテイナー 豊竹団司の一世紀』ミネルヴァ書房、1989年
- 林芳樹『女義太夫一代―豊竹団司じょうるり人生』神戸新聞出版センター、1988年
- 『日本芸能人人名事典』三省堂、1995年